# Miss Muerte
Miss Muerte è un film del 1966 diretto da Jesús Franco.

## Trama
Il dottor Zimmer muore per un infarto, dovuto principalmente al dolore per lo sconforto e le umiliazioni subite dai suoi colleghi, che lo hanno sempre ostacolato nei suoi studi sulla malvagità umana. In particolare, Zimmer avrebbe scoperto un metodo di influire sul sistema nervoso per eliminarla completamente. Sua figlia Irma decide di proseguire gli studi del padre, trasformandoli però in un mezzo per vendicarsi di coloro che ritiene responsabili della fine del genitore.
Con una trappola, Irma riesce a convincere Nadia, star di un night club, a diventare un automa capace di eseguire qualunque ordine che le viene indicato. Irma trasforma così la ballerina in una killer, il cui compito principale sarà uccidere i tre scienziati che hanno provocato la morte del dottor Zimmer.

## Produzione

### Cast
Franco scelse per il ruolo di Nadia Estella Blain, co-protagonista qualche anno prima in Totòtruffa 62. La ballerina Irma fu invece interpretata da Mabel Karr, che aveva lavorato con Sergio Leone ne Il colosso di Rodi. Uno dei tre dottori oggetto della vendetta di Nadia Zimmer è, invece, Howard Vernon, da sempre star dei film di Franco. Cris Huerta, infine, era all'epoca conosciuto soprattutto come attore secondario nei western all'italiana.

## Distribuzione
| Date di uscita e titoli internazionali | Date di uscita e titoli internazionali | Date di uscita e titoli internazionali |
| Paese                                  | Data                                   | Titolo                                 |
| -------------------------------------- | -------------------------------------- | -------------------------------------- |
| Spagna                                 | 1966                                   | Miss Muerte                            |
| Stati Uniti                            | 1967                                   | The Diabolical Dr. Z                   |
| Germania Ovest                         | 1967                                   | Das Geheimnis des Dr. Z                |
| Messico                                | 1969                                   | El diabólico doctor Z                  |

In Italia non è mai uscito nelle sale cinematografiche. Tuttavia, nel 2013, la collana Sinister Film di Luigi Cozzi ha pubblicato un cofanetto, con sottotitoli in italiano, in cui è presente il film, assieme a Il diabolico dottor Satana e Le amanti del dr. Jekyll.

## Accoglienza

### Critica
Miss Muerte è stato uno tra i film di Franco più amati dalla critica e dal pubblico. Ancora oggi vanta, ad esempio, sul sito IMDb, una votazione pari a 7/10. All'epoca fu un buon successo commerciale al botteghino, avendo incassi superiori a 5 milioni di peseta.
Il dizionario dei film Fantafilm lo recensisce come una pellicola capace di trasmettere "pura atmosfera cinematografica". Il regista e critico cinematografico Luigi Cozzi, nell'edizione sottotitolata in italiano da lui stessa edita, lo definisce come "un film perfettamente diretto da un grande maestro".